# Radio 2 (Belgique)
Pour les articles homonymes, voir Radio 2.
Radio 2 (prononcé « Radio Twee » en néerlandais) est la deuxième station de radio généraliste belge de la Communauté flamande, appartenant au groupe public Vlaamse Radio- en Televisieomroep (VRT).
Selon les chiffres du Centre d'information sur les médias de la Vague de mars 2013, Radio 2 serait la radio la plus écoutée en Flandre, avec une part de marché de 28,23 %.
Son équivalent francophone est la station de radio VivaCité de la Radio-télévision belge de la Communauté française (RTBF).

## Histoire
Autour de la Seconde Guerre mondiale, les radios régionales des provinces flamandes ont été créées. Lorsque plus tard ont émergé les stations de radio locales, le BRT a offert une réponse le 3 octobre 1983, par la création d'un découplage régional appelé « BRT 2 ». 
Après la fin de Radio Donna le 2 janvier 2009, quelques présentateurs rejoignent l'équipe de Radio 2 comme Benjamien Schollaert, Marc Pinte, Kris Luyten, Caren Meynen et David Van Ooteghem, qui ont fait quelques années plus tôt, le changement dans la direction opposée.

## Identité de la station

### Logos

Logo de Radio 2 d'au moins 1997 à 2003
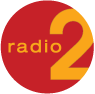
Logo de Radio 2 de 2003 à 2014
Logo alternatif « rouge sur jaune » de Radio 2 de 2003 à 2014
Logo de Radio 2 de 2014 à 2022
Logo de Radio 2 depuis 2022

## Organisation

### Animateurs actuels
- Luk Alloo
- Luc Appermont
- Anja Daems
- Christoff
- Sandra Deakin
- Kim Debrie
- Hein Decaluwé
- Lars De Groote
- Guy De Pré
- Wouter Landuyt
- Filip Ledaine
- Leki
- Daan Masset
- Caren Meynen
- Katrien Palmers
- Marc Pinte
- Benjamien Schollaert
- Dieter Vandepitte
- Sonny Vanderheyden
- Christel Van Dijck
- Cathérine Vandoorne
- Iris Van Hoof
- Vanessa Vanhove
- David Van Ooteghem
- Jan Verheyen
- Peter Verhulst
- Luc Verschueren
- Dirk Vlaeyen
- Pascal Vranckx
- Albrecht Wauters

### Anciens animateurs connus
- Jos Baudewijn
- Marc Brillouet
- Fred Brouwers
- Walter Capiau
- Conny De Boos
- Jessie De Caluwé
- Jo met de banjo
- Gust De Coster
- Martin De Jonghe
- Michel Follet
- Jos Ghysen
- Margriet Hermans
- Chris Jonckers
- Tante Kaat
- Kathy Lindekens
- Micha Marah
- Betty Mellaerts
- Freek Neirynck
- Julien Put
- Hugo Raspoet
- Lutgart Simoens
- Dré Steemans
- Jan Theys
- Marc Van den Hoof
- Kurt Van Eeghem
- Els Van Herzeele
- Ilse Van Hoecke
- Jan Van Rompaey
- Louis Verbeeck
- Eddy Wally
- Edwin Ysebaert
- Zaki

## Diffusion
Radio 2 est diffusée en modulation de fréquence (FM), diffusion audionumérique (DAB) et anciennement en modulation d'amplitude (AM) et dans une grande moitié ouest du pays (notamment Bruxelles, Gand, Bruges, Louvain et Anvers) et peut également être reçue dans les régions frontalières du Nord de la France (Lille, Dunkerque, Calais, Desvres) et du Sud des Pays-Bas (Zélande, Bréda, Tilbourg, Maestricht et Eindhoven). La station peut être suivie par la diffusion en flux sur Internet dans le reste du monde.

### Modulation de fréquence(FM)
- Flandre-Occidentale : 100.1
- Flandre-Orientale : 98.6
- Anvers : 97.5
- Leeuw-Saint-Pierre : 93.7
- Diest : 92.4
- Louvain : 88.7
- Limbourg : 97.9
- Termonde, Alost, Temse : 90.7
- Pays de Waes : 89.8

### Petites Ondes(AM)
Radio 2 diffusait anciennement aussi sur AM :
| Émetteur         | Fréquences |
| ---------------- | ---------- |
| Wavre (Wallonie) | 540 kHz    |
| Cuerne (Flandre) | 1188 kHz   |

### Diffusion audionumérique(DAB)
| Région          | Fréquences                  |
| --------------- | --------------------------- |
| Région flamande | VRT Canal 12A (223,936 MHz) |